# Agnès Raharolahy
Agnès Raharolahy (Alençon, 7 novembre 1992) è una velocista francese.

## Palmarès
| Anno | Manifestazione          | Sede      | Evento        | Risultato  | Prestazione | Note             |
| ---- | ----------------------- | --------- | ------------- | ---------- | ----------- | ---------------- |
| 2011 | Europei juniores        | Tallinn   | 400 m piani   | Batteria   | 54"13       |                  |
| 2011 | Europei juniores        | Tallinn   | 4×400 m       | 5ª         | 3'37"57     |                  |
| 2013 | Giochi del Mediterraneo | Mersin    | 400 m piani   | Bronzo     | 52"90       |                  |
| 2013 | Europei under 23        | Tampere   | 400 m piani   | Batteria   | 53"67       |                  |
| 2013 | Europei under 23        | Tampere   | 4×400 m       | Bronzo     | 3'25"84     |                  |
| 2014 | World Relays            | Nassau    | 4×400 m       | 4ª         | 3'24"27     |                  |
| 2014 | Europei                 | Zurigo    | 4×400 m       | Oro        | 3'24"27     |                  |
| 2015 | Europei indoor          | Praga     | 4×400 m       | Oro        | 3'31"61     |                  |
| 2015 | World Relays            | Nassau    | 4×400 m       | 4ª         | 3'26"68     |                  |
| 2015 | Mondiali                | Pechino   | 4×400 m       | 7ª         | 3'26"45     |                  |
| 2016 | Europei                 | Amsterdam | 4×400 m       | Argento    | 3'25"96     |                  |
| 2017 | Europei indoor          | Belgrado  | 4×400 m       | 5ª         | 3'33"61     |                  |
| 2017 | World Relays            | Nassau    | 4×400 m       | 8ª         | 3'35"03     |                  |
| 2017 | Mondiali                | Londra    | 4×400 m       | 4ª         | 3'26"56     |                  |
| 2018 | Giochi del Mediterraneo | Tarragona | 4×400 m       | Argento    | 3'29"76     |                  |
| 2018 | Europei                 | Berlino   | 4×400 m       | Argento    | 3'27"17     |                  |
| 2019 | Europei indoor          | Glasgow   | 400 m piani   | Semifinale | 53"43       |                  |
| 2019 | Europei indoor          | Glasgow   | 4×400 m       | 4ª         | 3'32"12     |                  |
| 2019 | World Relays            | Yokohama  | 4x400 m       | 8ª         | 3'36"28     |                  |
| 2019 | Mondiali                | Doha      | 4×400 m       | Batteria   | 3'29"66     |                  |
| 2019 | Mondiali                | Doha      | 4×400 m mista | Batteria   | 3'17"17     | Record nazionale |
| 2022 | Europei                 | Monaco    | 800 m piani   | Batteria   | 2'07"02     |                  |
| 2023 | Europei indoor          | Istanbul  | 800 m piani   | Bronzo     | 2'00"85     |                  |
| 2023 | Mondiali                | Budapest  | 800 m piani   | Batteria   | 2'01"93     |                  |